# 太古鰂魚涌水塘
太古水塘由太古公司所建。一八八三年該公司於鰂魚涌設立糖廠，由於糖廠需要大量淡水製造白糖，太古公司自1883年開始，於港島東一帶興建三個水塘。

## 位置
太古公司所建的三個水塘，有兩個位於鰂魚涌康山山腰，一般稱為太古水塘或鰂魚涌水塘。兩個太古水塘分別位於：
- 現今康怡花園B及C座以南約一百米(主壩位置)山坡[2]。
- 現今康景花園位置，一九八九年水塘填平後建成住宅[3]。

另一個由太古公司所建的水塘位於現今北角寶馬山賽西湖公園位置。此水塘一般稱為七姊妹水塘或5號水塘。
根據地政署航拍照顯示，康山南麓曾經另外存在兩個水塘:一個面積較大但淺水，位於今日寶峰園、太吉樓及太明樓一帶；另一個十分細小的儲水池位於今日康怡花園F座以南350米。然而無證據顯示前者由太古公司所建，後者則容量太小，故此本條目採「東區風物誌亅的講法: 鰂魚涌區柏架山下只有兩個太古水塘。

## 相關意外
位於現今康景花園的太古水塘鄰近住宅區，當年有市民會於該水塘游泳，曾發生不止一宗遇溺意外，引致傷亡。

## 遺留痕跡
現今康景花園以南的山谷，仍然留有太古水塘的引水道。
香港政府的地理資訊地圖(GeoInfo Map)，在2020年仍然顯示康怡花園C座及F座南面山坡有水塘存在，雖然該兩個水塘早已消失。

## 傳說
有說法指鰂魚涌街的太成、太就、太興與太隆樓最底一層升高至離馬路面兩米，以避免太古水塘洩洪時水浸。然而此說法有可疑之處。因為上述四座大厦只有北面部份有升高情况，大厦較接近水塘的南面部份反而沒有。可能因為鰂魚涌街由南向北傾斜，四座大厦北面部份升高只是為了令大厦地台達至水平。